# Masaru Uchiyama
Masaru Uchiyama (jap. 内山 勝 Uchiyama Masaru; ur. 14 kwietnia 1957) – były japoński piłkarz, reprezentant kraju.

## Kariera klubowa
Od 1980 do 1989 roku występował w klubie Yamaha Motors.

## Kariera reprezentacyjna
W reprezentacji Japonii zadebiutował w 1985.

## Statystyki
| Reprezentacja Japonii | Reprezentacja Japonii | Reprezentacja Japonii |
| Rok                   | Mecze                 | Gole                  |
| --------------------- | --------------------- | --------------------- |
| 1985                  | 1                     | 0                     |
| Razem                 | 1                     | 0                     |